# Lawson Duncan
Lawson Duncan (Asheville, 26 ottobre 1964) è un ex tennista statunitense.

## Carriera
In carriera ha raggiunto sei finali nel singolare. Nei tornei del Grande Slam ha ottenuto il suo miglior risultato raggiungendo il quarto turno nel singolare all'Open di Francia nel 1989.

## Statistiche

### Singolare

#### Finali perse (6)
| Numero | Anno           | Torneo                                          | Superficie  | Avversario in finale | Punteggio     |
| 1.     | 21 aprile 1985 | Hypo Group Tennis International, Bari           | Terra rossa | Claudio Panatta      | 2-6, 6-1, 6-7 |
| 2.     | 28 aprile 1985 | Marbella Grand Prix, Marbella                   | Terra rossa | Horacio de la Peña   | 0-6, 3-6      |
| 3.     | 19 maggio 1985 | Madrid Tennis Grand Prix, Madrid                | Terra rossa | Andreas Maurer       | 5-7, 2-6      |
| 4.     | 10 luglio 1988 | U.S. Pro Tennis Championships, Boston           | Terra rossa | Thomas Muster        | 2-6, 2-6      |
| 5.     | 14 maggio 1989 | U.S. Men's Clay Court Championships, Charleston | Terra rossa | Jay Berger           | 4-6, 3-6      |
| 6.     | 17 giugno 1990 | ATP Firenze, Firenze                            | Terra rossa | Magnus Larsson       | 7-6, 5-7, 0-6 |